# Bracon pertinax
Bracon pertinax är en stekelart som beskrevs av Papp 1984. Bracon pertinax ingår i släktet Bracon och familjen bracksteklar. Inga underarter finns listade.